# الأزمة الدستورية الغامبية 2016-2017
بدأت الأزمة الدستورية في غامبيا بعد الانتخابات الرئاسية في 1 ديسمبر 2016، وانتهت بإجبار الرئيس الراحل يحيى جامع بالتخلي عن منصبه لصالح خلفه المنتخب آداما بارو في 21 يناير 2017، وذلك بعد ممانعة منه.
رغم أن يحيى جامع الذي ظل رئيسًا لمدة طويلة تقبل في البداية النصر المفاجئ لآداما بارو، إلا إنه رفض نتائج الانتخابات بعد 8 أيام. طالب جامع بإلغاء الانتخابات وقدم طعنًا للمحكمة العليا. وقد نشرت القوات في وقت لاحق في العاصمة بانجول وسيركوندا.
عقب فشل مفوضي المجموعة الاقتصادية لدول غرب إفريقيا في إقناع جامع بالتنحي، غزا تحالف من القوات العسكرية، من السنغال ونيجيريا وغانا، دولة غامبيا في 19 يناير 2017 في محاولة لإجباره على التخلي عن سلطته. وبعدها بيومين، تنازل جامع عن واجباته الرئاسية لصالح بارو وترك البلاد إلى منفاه في غينيا الاستوائية.

## ردود الفعل الأولية
بعد الإعلان عن نتائج الانتخابات، احتفل أنصار المعارضة في شتى أنحاء البلاد بالنصر المفاجئ وذهلوا من اعتراف جامع بالهزيمة. احتفل الآلاف في شوارع بانجول. ومع ذلك فقد أعرب البعض عن حذرهم مما قد يفعله جامع مقبلًا، مقترحين أنه لا يزال بوسعه محاولة الاحتفاظ بالسلطة رغم ما حدث. وقال أحد رجال الأعمال «سأصدق الأمر فقط حين أراه مغادرًا مبنى الحكم. فهو لا يزال يتحكم بالجيش، وعائلته هم كبار الضباط».
بعد أيام قليلة من الانتخابات، أطلق سراح 19 من سجناء المعارضة، بمن فيهم أوسينو داربوي، زعيم الحزب الديمقراطي المتحد. كان داربوي قد اعتقل في أبريل 2016 وحكم عليه بالسجن ثلاث أعوام، وأدى اعتقاله إلى ترشيح بارو.
في مقابلة بعد وقت قصير من الانتخابات، شكر بارو الشعب الغامبي، بمن فيهم من يعيشون في شتات خارج البلاد، وناشدهم بوضع خلافاتهم جانبًا من أجل نماء وطنهم، فقال «أعلم أن الغامبيين في عجلة من أمرهم، لكن ليس بالإمكان تحقيق كل شيء في يوم واحد. ومن ثم فإني أناشد جميع الغامبيين وأصدقاء غامبيا بأن ينضموا إلينا ويساعدونا في تحريك هذا البلد إلى الأمام. لا أود أن يكون تغيير هذا النظام مجرد تغيير. أريده أن يكون محسوسًا ومرئيًا في رفاهية البلد وجميع الغامبيين. لذلك فنحن ندعو جميع الغامبيين وأصدقاء غامبيا بأن يساعدون في جعل غامبيا عظيمة مرة أخرى».
صرح بارو بأن أولوياته الأولى تتضمن مساعدة قطاع الزراعة. وقال «ليست لدينا معادن هنا. والعمود الفقري لهذا البلد هو الزراعة... وفي ظل حكومة الرئيس يحيى، انهارت كل تلك المراكز الزراعية بأكملها ولم يعد لها وجود». وردًا على سؤال وجه له بخصوص خططه للإصلاح القضائي، قال «نريد قضاءً حرًا ومستقلًا لا يستطيع أحد التأثير عليه. سنضع قوانين لحماية القائمين على القضاء. سينعمون بهذا الأمان الوظيفي، وهذه الاستقلالية. وسنقلص صلاحيات الرئيس».

## جامع يرفض النتائج
في 9 ديسمبر 2016، ظهر جامع في التلفاز الوطني الغامبي وأعلن أنه «قرر رفض نتيجة الانتخابات الأخيرة» نظرًا إلى وجود «انحرافات خطيرة وغير مقبولة... خلال العملية الانتخابية». وذكر إنه يجب إجراء انتخابات جديدة تحت إشراف «لجنة انتخابية مستقلة تخشى الله». جاء هذا الإعلان بعد أن دعت فاتوماتا جالو تامباجانغ، رئيسة الائتلاف المعارض، إلى محاكمة جامع في غضون عام من تسليمه للسلطة في يناير 2017 وقالت «ستكون لدينا لجنة وطنية لاسترداد الأصول» لاسترداد الأموال والممتلكات من جامع وعائلته.
بحلول 10 ديسمبر، كان جيش غامبيا قد نشر في الأماكن الحيوية في بانجول العاصمة، وأقام مواقع بأكياس رمل وبنادق آلية، لكنهم مرروا المواطنين عبر نقاط التفتيش وحسب. وقد نشرت القوات أيضًا في سيريكوندا، أكبر مدينة في غامبيا. وتكهن مراسل الجارديان الأفريقي بأن احتمالية الملاحقة القضائية في ظل حكومة جديدة قد يكون ما دفع الأمن والجيش إلى جانب جامع. فشلت محاولة لرئيس المجموعة الاقتصادية لدول غرب إفريقيا (ECOWAS) ورئيسة ليبيريا إلين جونسون سيرليف للتفاوض لإيجاد حل للنزاع حين لم يسمح لطائرة سيرليف بدخول البلاد.
قال حزب جامع، التحالف من أجل إعادة التوجيه الوطني والبناء (APRC)، أنه سيستأنف بيان جامع بتقديم التماس إلى المحكمة العليا لإبطال نتائج الانتخابات، مستوفين بذلك ملهة العشرة أيام التي حددها القانون للطعن في الانتخابات. في الوقت الحالي، هناك رئيس للقضاة في غامبيا، لكن لم تكن هناك محكمة عليا نشطة في البلاد لعام ونصف (منذ مايو 2015)، وقد اعتُقد أن هناك على الأقل أربع قضاة إضافيين كان ينبغي تعيينهم من أجل أن تنعقد المحكمة العليا وتنظر في القضية. ووفقًا لمجموعات حقوقية أجرت رويترز معها مقابلات، فإن جامع يملك نفوذًا معتبرًا في المحاكم. فمن بين رؤساء القضاة الثلاثة لفترة ما بين 2013 و2015، سجن واحد، وفصل آخر، بينما غادر الثالث البلاد بعد تبرئة شخص أراد جامع أن تجري إدانته. وقال عليو مومار نجاي، رئيس لجنة الانتخابات، أنه لو وصل الأمر للجوء إلى المحكمة، فسيتمكنون من إثبات صحة إحصاء الأصوات النهائي.
وفي 13 ديسمبر، استولت قوات الأمن على مكاتب لجنة الانتخابات ومنعت رئيس اللجنة وطاقمها من دخول المبنى. وقدم التحالف من أجل إعادة التوجيه الوطني والبناء (APRC) استئنافه للمطالبة بإبطال نتيجة الانتخابات. وفي الوقت ذاته، التقى القادة الإقليميون الأربعة الذين أرسلتهم المجموعة الاقتصادية لدول غرب إفريقيا بجامع، لكن اللقاء انفض دون اتفاق. أوقف الجيش احتلاله لمكاتب اللجنة الانتخابية في أواخر ديسمبر، وصرحت الحكومة بأن طاقمها حر في العودة لمباشرة عمله.